# Alphonse Emile Albers Pistorius
Alphonse Emile Albers Pistorius (Dalston, 18 december 1878 - Nijmegen, 17 februari 1944) was een Nederlandse politicus.

## Familie
Alphonse Albers werd geboren in Dalston in het district Hackney in Londen als zoon van François Reinier Jacob Albers (1842-1913), kunstboterfabrikant, en Emily Josephine Fox. Hij trouwde in 1905 met Petronella Maria Johanna (Nelly) Pistorius (1881-1956). Bij Koninklijk Besluit van 2 juli 1915 kreeg Albers voor zichzelf en zijn nakomelingen toestemming de naam 'Pistorius' aan zijn familienaam toe te voegen. Uit het huwelijk werd een zoon Frans geboren, later burgemeester van Houten.

## Loopbaan
Albers Pistorius ging na de hbs naar de polytechnische school in Delft. Hij was ambtenaar van de burgerlijke stand in Helmond toen hij in 1909 werd benoemd tot burgemeester van Aarle-Rixtel. Hij was de eerste burgemeester die niet uit het dorp zelf afkomstig was. Vanaf 1910 bewoonde de burgemeester met zijn gezin villa Mimosa. Hij liet in de tuin een grote kas bouwen, de Victoriakas, waarin hij tropische planten kweekte. Hij was bovendien een groot konijnenfokker. Albers Pistorius was ook plaatsvervangend kantonrechter in Helmond (1909-1924), lid van de Provinciale Staten in Noord-Brabant en lid van de voogdijraad in Roermond (1913). Hij was in 1919 de eerste Nederlander met een privévliegtuig. Hij kreeg per 5 januari 1924 eervol ontslag als burgemeester. Bij zijn afscheid kreeg hij van de gemeente een geschilderd portret aangeboden. Later dat jaar verhuisde hij met zijn gezin naar Nijmegen. 
Hij was geruime tijd commissaris van dagblad en drukkerij De Tijd.  Albers Pistorius ging op latere leeftijd rechten studeren, hij werd in 1925 toegelaten aan de Katholieke Universiteit Nijmegen, en deed in 1931 doctoraal examen. Hij was vervolgens werkzaam als procureur in Nijmegen. Hij overleed in 1944, op 65-jarige leeftijd.